# Sighere

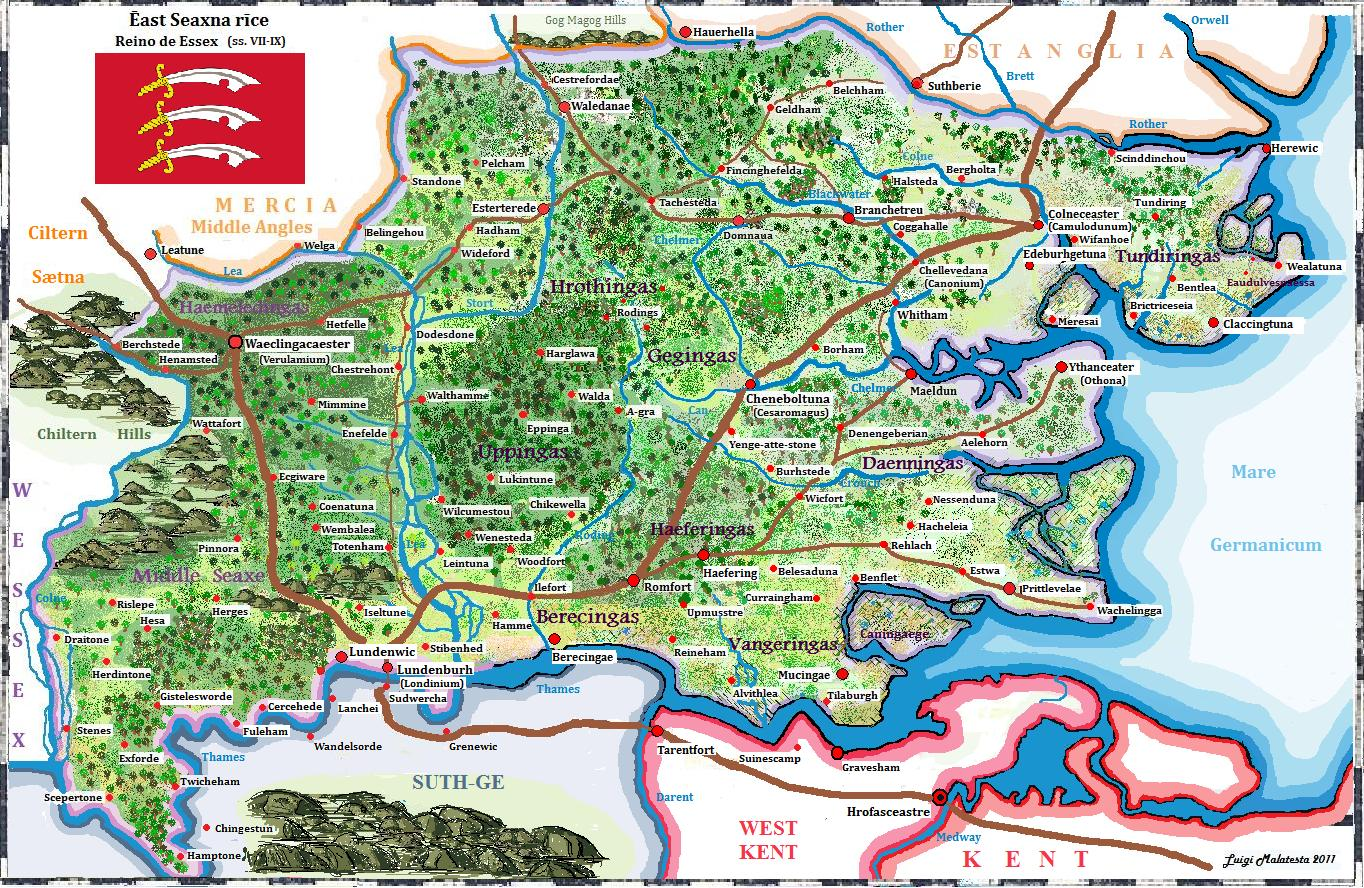
Essex in frühangelsächsischer Zeit

Sighere (auch Sigehere oder Sigheri; † um 690) war, gemeinsam mit Sebbi, von etwa 664 bis um 690 König des angelsächsischen Königreichs Essex.

## Leben
Nach Wilhelm von Malmesbury, einem Geschichtsschreiber des 12. Jahrhunderts, war Sighere ein Sohn des Königs Sigeberht I. von Essex (um 617–um 650).
Um 664 starb König Swithhelm als in ganz Britannien eine Seuche ausbrach, die zahlreiche Opfer forderte. Ihm folgten Sighere und Sebbi als Könige über je einen Teil von Essex. Sebbi blieb dem Christentum ergeben, während Sighere und die Bevölkerung seines Reichsteiles ins Heidentum zurückfielen. Dadurch kam es zu Rivalitäten zwischen beiden, die durch die Einflussnahme von Wessex und Mercia noch verstärkt wurden, wobei Wessex sich mit Sighere verbündete und Mercia mit Sebbi. Wulfhere von Mercia (658–675) benutzte diese Apostasie als Vorwand zur Einmischung in Essex. Er sandte um 665 den mercischen Bischof Jaruman zur Rechristianisierung nach Essex. Tatsächlich ging es um die Kontrolle über das blühende Handelszentrum London. In einer Charta aus dem Jahr 664 bezeichnete Sighere sich selbst als Sighere Rex … Regi Uulfhero subjectus („König Sighere … Untertan des Königs Wulfhere“).
Sighere scheint im Bündnis mit Caedwalla von Wessex in das Königreich Kent einmarschiert zu sein und es in den späten 680er Jahren zeitweilig gemeinsam mit Caedwallas Bruder Mul beherrscht zu haben. Das Todesjahr Sigheres gab Roger von Wendover, ein Geschichtsschreiber des 13. Jahrhunderts, mit 693 an, doch starb Sighere wahrscheinlich um 690, wie die letzte, zwischen 687 und 691 datierte Charta mit seiner Unterschrift nahelegt. Sebbi herrschte nun als alleiniger König in Essex, dankte aber 694 zu Gunsten seiner Söhne Sigeheard und Swaefred und Sigheres Sohn Offa ab.

## Legende
Sighere soll mit St. Osyth, einer Tochter des Unterkönigs Frithuwold von Surrey, und Nichte Wulfheres von Mercia verheiratet gewesen sein. Um 673 trennte sich Sighere wieder von Osyth, die zu Bischof Badwine von North Elmham floh. Sie gründet das später nach ihr St. Osyth benannte Kloster, für das sie von ihrem Mann, der die neue Situation offenbar akzeptierte, Land erhielt.